# Lost Boys: The Thirst
Lost Boys: The Thirst è un film del 2010 diretto da Dario Piana ed interpretato da Corey Feldman, Casey B. Dolan, Tanit Phoenix e Jamison Newlander. È il sequel di Lost Boys: The Tribe (2008) e terzo ed ultimo film della trilogia The Lost Boys.

## Trama
A Washington, Edgar e Alan Frog interrompono un senatore mezzo vampiro che sta per uccidere un membro del Congresso per completare la propria trasformazione in vampiro. Nel caos che ne segue, Alan è costretto a bere sangue di vampiro, che lo renderà un mezzo vampiro.
Cinque anni dopo, a San Cazador, in California, Edgar rischia lo sfratto dalla sua roulotte e cerca di raccogliere fondi vendendo la sua collezione di vecchi fumetti alla sua amica Zoe, che lavora in una fumetteria locale. Mentre è lì, entra un famoso blogger di nome Johnny Trash; Zoe spiega che Johnny è lì per un rave che sta avendo luogo in città.
Tornato nella sua roulotte, Edgar viene avvicinato da Gwen Lieber, scrittrice di romanzi romantici sui vampiri, il cui fratello Peter è stato rapito, forsa da dei vampiri, durante un rave a Ibiza, in Spagna. La donna gli dà una fiala di una droga chiamata "Thirst", che viene somministrata alle persone ai rave ospitati da una persona nota come "DJ X" ed egli determina che si tratta di sangue di vampiro. Gwen gli offre una grossa somma di denaro per salvare suo fratello, ma Edgar rifiuta l'offerta.
Mentre stanno trasportando Peter, legato e drogato, su un piccolo aereo, DJ X e tre suoi associatisaltano dall'aereo in volo atterrando sani e salvi per incontrare Johnny Trash al quale devono rilasciare un'intervista. Successivamente DJ X picchia selvaggiamente Johnny in quanto ormai non più utile allo scopo di promuovere online il rave.
Edgar fa visita ad Alan, il quale è ora un mezzo vampiro che soddisfa la propria sete di sangue nutrendosi di sangue animale ottenuto tramite il suo lavoro di tassidermista. Edgar cerca di ottenere l'aiuto di Alan per impedire a DJ X di radunare un esercito di vampiri attraverso i suoi rave, ma lui rifiuta, avendo perso ogni speranza di poter essere salvato e credendo che l'intera teoria del vampiro Alpha sia solo uno "schema piramidale senza fine".
Edgar decide quindi di svolgere il lavoro da solo, ricordando la sua giovinezza con Alan e Sam Emerson. Ma Gwen lo presenta a Lars von Goetz, ex star dei reality, sperando di utilizzare la missione per renderlo di nuovo famoso. Edgar accetta con riluttanza il suo aiuto.
Edgar si reca in visita alla tomba di Sam Emerson (che egli è stato costretto ad uccidere quando si è trasformato in un vampiro), e formalmente gli restituisce il fumetto di Batman #14 che Sam si vantava di possedere quando i due si incontrarono. Edgar scopre poi che Alan gli ha lasciato un libro di storia dei vampiri per aiutarlo nella sua missione. Edgar consegna il libro a Zoe per fare delle ricerche. Un vampiro l'attacca, ma lei ed Edgar riescono ad eliminarlo. Zoe spiega poi a Edgar che ha scoperto che la notte del rave avrà luogo un sacrificio rituale.
Il congressista Blake, ora progettista di armi di Edgar, equipaggia lui e la ragazza per la battaglia. Dopo aver respinto un attacco alla casa di Blake, i due si incontrano con Gwen, Lars e Claus e partono per l'isola dove si sta svolgendo il rave. Lasciando Gwen indietro per la sua sicurezza, i restanti quattro partono alla ricerca di Peter. Lars finds him, but thinking that the whole thing is staged, leaves Peter to rescue him at a more dramatic time. As they fight various vampires, Lars has his heart ripped out by one of them and Edgar is injured by Lily, but rejoins Gwen, Claus, and Zoe in returning to the building.
DJ X sta distribuendo la droga "Thirst" alla folla e si sta preparando a sacrificare Peter. Nello scontro che segue, Edgar uccide DJ X con una granata a punta di resina (un'arma rubata dall'Area 51 dal congressista Blake) prima che lui e Alan lo finiscano trafiggendogli il cuore con le spade.
Poiché la morte di DJ X non fa tornare normale i mezzi vampiri, il gruppo scopre con orrore che in realtà il vero Vampiro Alfa è Peter, di cui DJ X cercava di prendere il posto e che Gwen e Peter sono in realtà amanti e non fratelli. La missione di salvataggio di Gwen si rivela così essere stata anche uno stratagemma per condurre Edgar da Peter, il quale voleva che diventasse il suo sicario personale di vampiri ribelli. Invece di trasformarla come voleva, Peter uccide Gwen ed ordina agli altri vampiri di uccidere Edgar e gli altri. Peter tenta di usare il suo controllo parziale su Alan contro Edgar, ma Edgar bagna Peter con l'acqua che contemporaneamente benedice trasformandola in acqua santa, distruggendolo e riportando tutti gli altri alla normalità.
Più tardi, mentre Alan si gode la prima abbronzatura dopo anni, Zoe ed Edgar riflettono sulla loro avventura. Edgar si interroga sulla sua conoscenza dell'esistenza dei vampiri, cosa che lei liquida come "un'intuizione". Edgar afferma di aver appena letto che le donne lupi mannari sono in grado di trasformarsi in qualsiasi momento ed il film si conclude con il volto di Zoe mentre diventa un lupo mannaro.

## Produzione
Le riprese iniziarono in Sud Africa nel novembre 2009. Corey Haim aveva inizialmente confermato che non avrebbe partecipato al film, citando un programma molto fitto. Aveva però detto che non vedeva l'ora di tornare per un quarto film, prima della sua morte nel marzo 2010. Come indicato nei titoli di coda, il film è dedicato a Haim. È il secondo sequel del film originale del 1987 Ragazzi perduti, dopo Lost Boys: The Tribe. In questo sequel, Corey Feldman e Jamison Newlander riprendono i loro ruoli di Edgar e Alan Frog.

## Distribuzione
La Warner Premiere ha fissato l'uscita del film in DVD e Blu-ray per il 12 ottobre 2010.

## Accoglienza

### Incassi
Il film ha avuto meno successo del film precedente, incassato solo 907 122 dollari nelle prime 2 settimane dall'uscita mentre The Tribe aveva guadagnato 3 548 278 dollari.

### Critica
Il film ha ricevuto recensioni negative da parte della critica e, sulla base di 6 recensioni, detiene attualmente un punteggio dello 0% su Rotten Tomatoes con una valutazione media di 3,42 su 10.

## Riconoscimenti
- 2011 - C.A.S. Award
  - Candidatura all'Outstanding Achievement in Sound Mixing for DVD Original Programming
- 2011 - Golden Reel Award
  - Candidatura al Best Sound Editing - Direct to Video - Live Action